# Larsholmskubban
Larsholmskubban är en ö i Finland. Den ligger i Bottenviken och i kommunen Nykarleby i den ekonomiska regionen  Jakobstadsregionen i landskapet Österbotten, i den västra delen av landet. Ön ligger omkring 61 kilometer nordöst om Vasa och omkring 400 kilometer norr om Helsingfors.
Öns area är 0,6 hektar och dess största längd är 130 meter i nord-sydlig riktning.